# Saint-Sulpice-les-Champs
Saint-Sulpice-les-Champs is een gemeente in het Franse departement Creuse (regio Nouvelle-Aquitaine) en telt 376 inwoners (2005). De plaats maakt deel uit van het arrondissement Aubusson.

## Geografie
De oppervlakte van Saint-Sulpice-les-Champs bedraagt 21,9 km², de bevolkingsdichtheid is 17,2 inwoners per km².

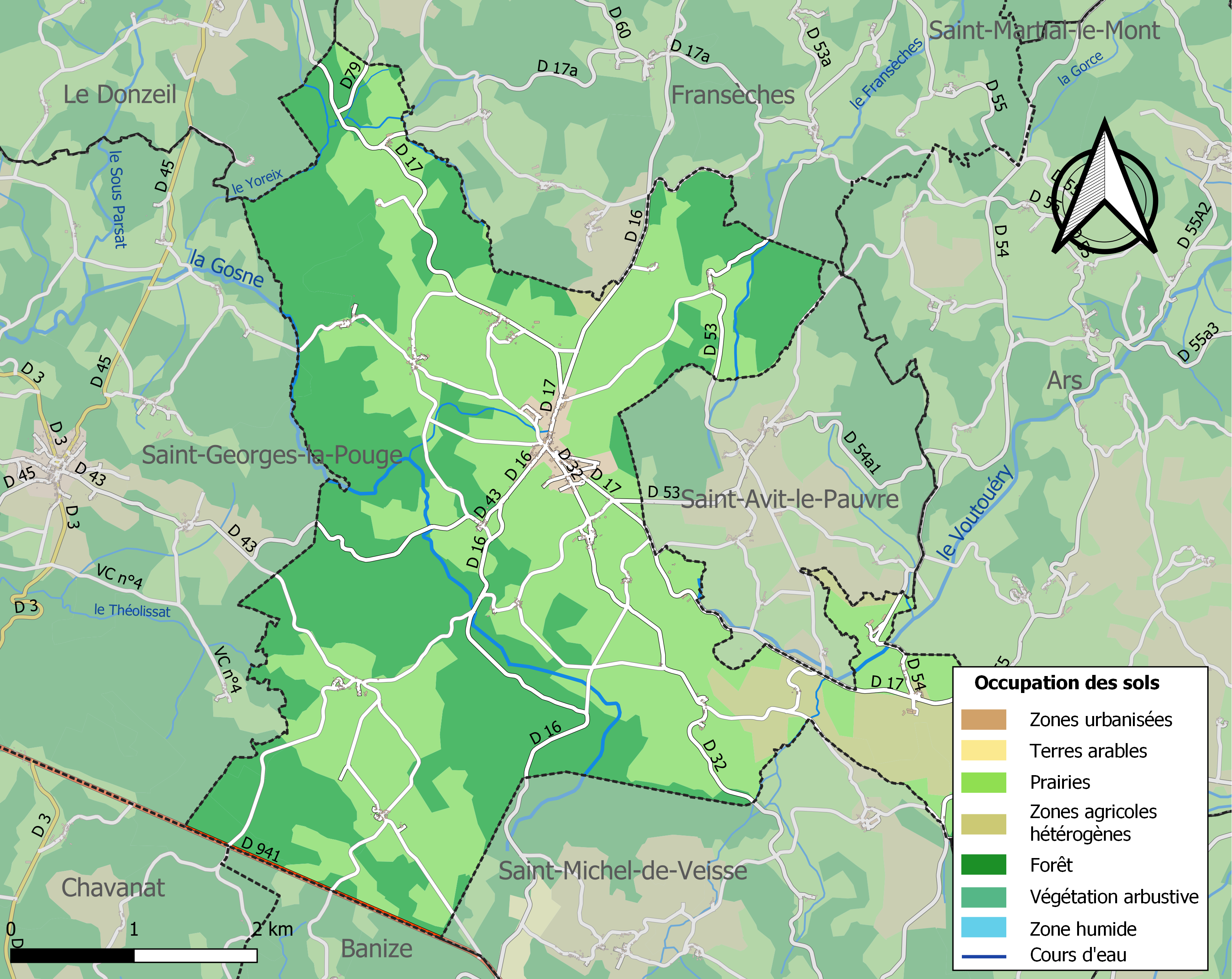
Kaart van de gemeente met de belangrijkste infrastructuur, bodemgebruik en omliggende gemeenten

## Demografie
Onderstaande figuur toont het verloop van het inwonertal (bron: INSEE-tellingen).